# Дамска детективска агенция № 1 (поредица)
„Дамска детективска агенция № 1“ е криминална поредица романи от шотландския писател Алегзандър Маккол Смит. Главната героиня в романите е Прешъс Рамотсве, първата жена детектив в Ботсуана.

## Книгите от поредицата
1. Дамска детективска агенция № 1 (1999)
2. Сълзите на жирафа (2000)
3. Морал за красиви момичета (2001)
4. Школа по машинопис за мъже „Калахари“ (2002)
5. Пълният шкаф на живота (2004)
6. В компанията на весели дами (2004)
7. Blue Shoes and Happiness (2006)
8. The Good Husband of Zebra Drive (2007)
9. The Miracle at Speedy Motors (2008)
10. Tea Time for the Traditionally Built (2009)
11. The Double Comfort Safari Club (2010)
12. Precious and the Puggies (първа публикация на шотландски език) или Precious and the Monkeys (2011 – на английски език) (2010-211)
13. The Saturday Big Tent Wedding Party (2011)
14. The Limpopo Academy of Private Detection (2012)
15. Precious and the Mystery of Meerkat Hill (2012)